# Alexandreis
L’Alexandreis, poema epico che ripercorre le imprese di Alessandro Magno, è senz’ombra di dubbio l’opera più celebre di Gualtiero di Châtillon, nonché uno degli esempi più alti della letteratura del XII secolo.
Essa è composta da 5506 esametri dattilici suddivisi in dieci libri, ognuno dei quali presenta all’inizio un sommario che fornisce al lettore informazioni sul suo contenuto; è inoltre preceduta da un prologo in prosa in cui l’autore stesso ne indica il titolo.
L'Alexandreis è dedicata all’ arcivescovo di Reims e cardinale Guglielmo dalle Bianche Mani: lo attestano i vv. 12-26 del libro I, i vv. 518-520 del II, e i vv. 461-469 del X, nonché l’acrostico GUILLERMUS che si compone unendo le prime lettere di ognuna delle dieci sezioni del testo.
Alcune vitae presenti nei manoscritti riportano due possibili motivazioni per la genesi del poema: secondo una prima versione esso sarebbe stato un mezzo da parte di Gualtiero per riconciliarsi con il suo mecenate dopo essere stato allontanato dalla sua corte; secondo un altro resoconto invece l'Alexandreis sarebbe frutto dello scontro poetico con Matteo di Vendôme, altro chierico alla corte dell’arcivescovo di Reims, autore del Tobias, una versificazione in distici del libro biblico.

## Datazione dell'opera
La data di composizione e pubblicazione dell'Alexandreis è stata oggetto fin dal XIII secolo di un lungo dibattito non ancora conclusosi, a causa della sostanziale mancanza di dati certi che caratterizza la biografia del poeta. Le uniche informazioni abbastanza sicure sono quelle che lo stesso Gualtiero di Châtillion riferisce nel suo prologo:
Il primo studioso moderno ad occuparsi della datazione del poema fu Rudolf Peiper. Egli ipotizzò che l’opera fosse stata realizzata tra il 1171/1172 e il 1176/1177 e pubblicata nel 1177 o 1178, poiché negli encomi rivolti a Guglielmo dalle Bianche Mani si fa riferimento alle sue cariche ecclesiastiche, senza tuttavia far menzione dell’elezione a cardinale avvenuta nel 1179. A tal proposito Bernardinello ha però sottolineato come questa omissione potrebbe anche essere giustificata dall’ostilità nutrita da Gualtiero nei confronti di questa carica ecclesiastica, astio che viene palesato in alcune sue satire.
Al contrario Christensen ritenne che la stesura dell'Alexandreis dovesse essere stata iniziata dopo il 1176, ovvero successivamente alla nomina di Guglielmo come arcivescovo di Reims, in quanto questo evento è esplicitamente menzionato nel proemio dell’opera. Inoltre secondo lo studioso i versi conclusivi del libro V farebbero riferimento al nuovo re di Francia Filippo II Augusto, e sarebbero stati scritti probabilmente poco tempo dopo la sua incoronazione, avvenuta il 1º novembre del 1179. Dunque, poiché la stesura avrebbe richiesto cinque anni e la pubblicazione sarebbe dovuta avvenire molto tempo dopo, Christensen teorizzò che si dovesse datare la scrittura del testo tra il 1178 e il 1182, e la sua diffusione a pochi anni di distanza. A tal proposito però Dionisotti ha rilevato come i versi finali del libro V con ogni probabilità non possano riferirsi a Filippo II Augusto, in quanto in essi si afferma che la clemenza divina non ha ancora concesso al popolo dei Franchi un re simile ad Alessandro Magno; dunque se la perorazione fosse riferita al tempo dell’incoronazione del nuovo sovrano, assumerebbe i toni di un insulto nei suoi confronti.
Una terza teoria venne elaborata in seguito da Herkenrath: condividendo l’opinione di Christensen sull’importanza della fine del libro V per arrivare a una datazione dell’opera, egli ravvisò in quei versi un riferimento all’imminente terza crociata (1189-1192), per cui ipotizzò che il poema potesse esser stato composto tra il 1175 e il 1181, e pubblicato nel biennio 1188-1189; il lungo lasso di tempo intercorso tra il compimento dell'Alexandreis e la sua diffusione si spiegherebbe dunque facendo riferimento all’esitazione dichiarata da Gualtiero nel proemio. L’ipotesi di Herkenrath è oggi generalmente respinta dagli studiosi.
Un'altra proposta fu quella avanzata da Dionisotti, che si basò sull’analisi del prosimetro In domino confido, in cui Gualtiero illustra allegoricamente un modello ideale di università. Si sa con certezza che questo testo venne letto dal poeta al cospetto dei docenti e degli studenti dell’Università di Bologna tra il 1174 e il 1176, e la studiosa ritrovò in esso espliciti riferimenti al poema, in quanto l’autore nel testo si definisce come:
Inoltre ritrovò nel componimento dei passaggi che sembrano tratti dal libro III. Dunque Dionisotti giunse alla conclusione secondo cui l'Alexandreis sarebbe stata completata prima del 1176, e sarebbe stata poi pubblicata in quell’anno dopo l’aggiunta di alcuni versi in cui viene fatto riferimento alla carica di arcivescovo di Guglielmo dalle Bianche Mani.
Secondo Orlandi tuttavia l’Alessandro citato in In domino confido non sarebbe il conquistatore macedone bensì papa Alessandro III, al quale Gualtiero aveva dedicato intorno al 1163/1164 la Vita Sancti Brendani, versione latina in 312 strofe goliardiche dell’anglo-normanno Voyage de saint Brendan, a sua volta esemplato dalla Navigatio Sancti Brendani. Lo studioso ha dunque suggerito come datazione per l'Alexandreis gli anni 1177-1179.
Lafferty ipotizzò inoltre che Gualtiero non avesse scritto il poema nell’ordine in cui è stato tramandato, ma procedendo per blocchi o libri separati. Quanto alla datazione dell’opera, la studiosa suggerì che la stesura potesse essere stata iniziata fra il 1171 e il 1176 e ultimata fra il 1176 e il 1181.
In ultimo, Bernardinello per quanto attiene alla data di stesura sostenne l’ipotesi di Dionisotti, anche perché essa viene avallata da alcune glossae che riportano come Gualtiero iniziò la composizione del poema nell’anno stesso della morte dell’arcivescovo inglese Thomas Becket, ovvero nel 1170; l'Alexandreis sarebbe quindi stata redatta tra il 1170 e il 1175. Quanto alla pubblicazione, secondo Bernardinello non poté avvenire prima del 1176, poiché l’opera presenta nella redazione definitiva il già citato acrostico GUILLERMUS e gli elogi rivolti all’arcivescovo. Inoltre la perorazione presente nei versi conclusivi del libro V venne certamente scritta in un momento difficile per il regno di Francia, e dunque il passo può essere datato all’ultimo anno di vita di re Luigi VII, che a causa di un colpo apoplettico fu costretto a letto da fine agosto 1179 fino alla morte, avvenuta il 19 settembre del 1180. Gualtiero di Châtillon avrebbe dunque prima composto il poema e, durante la lunga fase di revisione, avrebbe apportato le necessarie modifiche per dedicarlo al cardinale Guglielmo dalle Bianche Mani.

## Contenuto dell'opera

### Prologo
Nel prologo in prosa si affronta innanzitutto il tema delle immancabili critiche che accolgono la pubblicazione di un’opera, motivo per il quale Gualtiero afferma di aver aspettato tanto prima di consegnare la sua al giudizio dei lettori, arrivando a considerare persino l’ipotesi di distruggerla. Il poeta afferma d'altronde di non essere in alcun modo al livello di Virgilio, che pure dovette subire i giudizi negativi degli invidiosi. L’autore si rivolge dunque ai lettori dell'Alexandreis, chiedendogli di mostrarsi indulgenti, tenendo conto dell’altezza della materia affrontata e dell’esiguità del tempo impiegato per la sua stesura, avvenuta in soli cinque anni.

### Libro I
Il libro I inizia, in ossequio al modello dell'epos classico, con il proemio dell’opera, che contiene l’enunciazione dell’argomento trattato, l’invocazione alla Musa e la dedica a Guglielmo dalle Bianche Mani. Segue un lungo discorso di Aristotele sull’arte del buon governo rivolto ad Alessandro Magno. Dopo essere stato incoronato presso Corinto, il re macedone parte alla volta dell’Asia per affrontare Dario III, re dei Persiani. Prima però è costretto a punire i Tebani, che si erano rivoltati contro di lui, distruggendo la loro città. Si reca in seguito con una flotta immensa verso Troia, dove visita la tomba di Achille. Successivamente, per incoraggiare i suoi soldati riferisce loro di aver visto in sogno un sacerdote ebreo che gli assicurava che tutte le nazioni del mondo si sarebbero sottomesse a lui se egli avesse risparmiato la popolazione di Gerusalemme. È proprio a causa di questo sogno che Alessandro non saccheggia la Città Santa dopo averla conquistata.

### Libro II
All’inizio del libro II entra in scena il re Dario che, pronto a punire Alessandro Magno per aver avuto l’ardire di dichiarargli guerra, passa in rassegna le sue truppe. Nel frattempo il comandante macedone prima recide con la spada il famoso nodo gordiano, quindi si reca a Tarso, dove fa il bagno nelle fredde acque del fiume Cidno; ammalatosi, riesce a recuperare la salute grazie alle cure del suo medico Filippo. Dopo la conquista di Isso, arresasi senza combattere, i generali macedoni discutono sulla strategia da adottare contro i Persiani, decidendo infine di affrontarli in quel luogo. Nel frattempo Dario, di cui viene diffusamente descritto lo scudo, incoraggia le sue truppe e si prepara allo scontro con i Greci.

### Libro III
Il libro III si apre con il racconto, attraverso la descrizione dei singoli combattimenti, della battaglia di Isso, vinta infine dai Macedoni. La sorella, la madre, la moglie e il figlio di sette anni di Dario vengono fatti prigionieri; Alessandro si mostra clemente e generoso nei loro confronti. Dopo la presa di Sidone e la completa distruzione di Tiro, Gaza viene conquistata dai Macedoni al prezzo di grandi fatiche. In seguito viene narrato il difficile viaggio nel deserto libico compiuto dal sovrano macedone per raggiungere il santuario di Giove Ammone, dove consulta l’oracolo del luogo. Il re persiano intanto, rinnovate le forze, adotta contro i Greci la tattica della terra bruciata, senza aver molto successo. Un’eclissi di luna suscita una sedizione nel campo di Alessandro, ma la rassicurante interpretazione dell’indovino Aristandro rincuora gli animi dei soldati.

### Libro IV
Il libro IV inizia con la morte della moglie di Dario. Alessandro se ne addolora profondamente, e commosso la seppellisce con tutti gli onori dovuti. Il sovrano persiano, venuto a conoscenza del generoso trattamento riservato alla defunta moglie da parte del nemico, all’inizio sospetta di una relazione fra i due, ma in seguito si convince della disinteressata generosità del condottiero macedone e avvia un negoziato di pace. Alessandro Magno convoca in assemblea i suoi ufficiali per discutere della proposta, che infine viene rifiutata. Vi è poi la minuziosa descrizione della tomba della moglie di Dario, costruita dallo scultore Apelle per volontà di Alessandro. In seguito i Greci si preparano ad una nuova battaglia: il generale Parmenione consiglia un attacco notturno per cogliere il nemico di sorpresa, ma il re rifiuta di attuare una strategia così sleale. Poiché Alessandro la notte prima dello non riesce ad addormentarsi, la dea Vittoria gli invia il dio Sonno alle prime luci del giorno per farlo riposare. Svegliatosi, il condottiero indossa le armi e incoraggia i suoi soldati.

### Libro V
Il libro V è incentrato sulla Battaglia di Gaugamela, anche in questo caso narrata mediante la descrizione dei singoli combattimenti, tra cui spicca quello tra Alessandro Magno e il mostruoso Geone. I Persiani vengono nuovamente sconfitti e costretti alla fuga. Ritiratosi nella vicina città di Arbela, Dario riesce non senza difficoltà a convincere i suoi soldati superstiti a seguirlo in Media, dove intende allestire un nuovo esercito. Nel frattempo il re macedone entra trionfalmente a Babilonia. Il libro si chiude con una supplica di Gualtiero a Dio, affinché invii al popolo francese del suo tempo un re grande come Alessandro.

### Libro VI
All’inizio del libro VI si racconta di come Alessandro Magno si sia fatto corrompere dal lusso e dall’oro di Babilonia. Il sovrano macedone distribuisce ai suoi soldati i compensi per il servizio militare secondo proporzioni stabilite. In seguito egli entra con il suo esercito nel territorio degli Uxi per conquistarlo; grazie alle suppliche di Sisigambi, madre di Dario, la cittadinanza viene risparmiata. Successivamente la famosa città di Persepoli viene data alle fiamme. Presso le sue mura Alessandro incontra tremila prigionieri macedoni orribilmente mutilati dai Persiani, e commosso per la loro sorte gli offre la possibilità di decidere se continuare a vivere in Asia o se tornare in patria; questi, dopo una lunga discussione, scelgono di rimanere in quei territori, e il sovrano concede loro terre e denaro in quantità tale da soddisfare ogni loro bisogno. Nel frattempo Dario esorta i suoi a continuare a combattere contro i Greci, ma i generali Besso e Nabarzane iniziano a cospirare ai danni del re; sebbene il greco Patrone lo avvisi della congiura, egli continua a nutrire fiducia nei loro confronti.

### Libro VII
Il libro VII si apre con re Dario che, sconvolto dall’idea di dover morire per una congiura dei suoi, tenta il suicidio. Viene però fermato da Besso e Nabarzene che lo fanno prigioniero, incatenandolo e lo portandolo via su di un carro. Alessandro, venuto a conoscenza della sorte del nemico, si affretta nell’inseguimento dei Persiani con lo scopo di liberarlo. Per timore dell’esercito greco, Besso e Nabarzene fuggono in direzioni diverse, non prima però di aver ferito mortalmente Dario. Egli riesce a rivolgere le sue ultime parole al soldato greco Polistrato, il quale riporta ad Alessandro la notizia della morte del re persiano. Rinvenutone il corpo, il sovrano dei Macedoni gli rende omaggio e lo fa seppellire con tutti gli onori in una tomba, descritta dal poeta con dovizia di dettagli. Nel campo dei Greci si diffonde poi la falsa notizia della volontà di Alessandro di far ritorno in patria, ma il condottiero riesce a convincerli a continuare la spedizione di conquista del mondo.

### Libro VIII
Nel libro VIII Alessandro Magno, dopo aver conquistato l’Ircania, cattura Nabarzene ma gli risparmia la vita grazie dalle suppliche dell’eunuco Bagoa. Successivamente si reca al suo accampamento Talestri, regina delle Amazzoni che, desiderosa di avere un figlio da lui, ottenne il permesso di giacere con il sovrano macedone per tredici notti. In seguito il re ordina ai suoi soldati di dare alle fiamme il bottino di guerra per raggiungere più velocemente Besso, che si era rifugiato a Battra. Filota, uno dei più importanti collaboratori di Alessandro, è accusato assieme al padre Parmenione di complicità per una congiura ai suoi danni. Egli si dichiara innocente e cerca di difendersi, ma dopo innumerevoli torture confessa la sua colpa, sebbene il poeta stesso sottolinei come vi sia il dubbio che egli lo abbia fatto solo per smettere di soffrire. Successivamente Besso viene catturato e condannato a morte mediante crocifissione. Infine il Macedone muove guerra agli Sciti, i quali gli inviano un’ambasceria offrendosi come alleati; il re tuttavia decide di combatterli e quel popolo, fino ad allora invitto, viene da lui sottomesso.

### Libro IX
Nel libro IX Alessandro Magno muove guerra all’India, che Gualtiero descrive con particolare attenzione ai suoi fiumi. Si sottomettono subito molti principi indiani, ad eccezione di Poro, che decide di affrontare i Macedoni in battaglia. I due eserciti si accampano lungo le due sponde dell’Idaspe; qui si colloca l’episodio di Nicanore e Simmaco, due giovani guerrieri greci che si arrischiano a guidare un attacco a sorpresa ma, dopo una grande strage di nemici, per la loro temerarietà vanno incontro ad una morte eroica. Non appena il re macedone riesce a conquistare la sponda nemica, ha inizio la battaglia. In un primo momento gli Indiani hanno la meglio grazie agli elefanti, che provocano scompiglio tra le schiere dei Greci, ma alla fine sono i Macedoni ad avere ragione degli avversari. Durante lo scontro trova la morte Bucefalo, il fedele cavallo di Alessandro. Una volta fatto prigioniero, Poro invita il Macedone a non insuperbire per aver vinto, ricordandogli come la Fortuna sia mutevole per natura; colpito dalle parole del principe indiano, Alessandro gli concede clemenza e gli dona il controllo su un regno più grande di quello precedente. Successivamente il sovrano muove guerra al popolo dei Sudraci, ma durante l’assedio della loro città viene colpito da una freccia. Dopo essere stato curato dal suo medico Critobulo, egli rivela la sua intenzione di attaccare le remote popolazioni dell’Oceano e scoprire le sorgenti del Nilo. Il suo consigliere Cratero cerca di distoglierlo da questo proposito esortandolo a non esporsi ad ulteriori pericoli, ma il condottiero afferma che solo la conquista di un altro mondo potrà colmare la sua sete di dominio.

### Libro X
Il libro X si apre con il lamento della Natura, che è indignata con Alessandro Magno per la sua decisione di investigarne anche i più intimi recessi. Sospende così la sua opera di creazione e scende negli Inferi dove si rivolge a Leviatano per chiedergli di impedire al conquistatore macedone di raggiungere l’Inferno stesso. Le creature infernali si riuniscono per comprendere come fermare il condottiero, e Tradimento assicura di poter porre fine alla sua vita tramite un potentissimo veleno che gli verrà somministrato da Antipatro, fidato luogotenente di Alessandro. Nel frattempo il Macedone, dopo aver attraversato l’Oceano con la sua flotta, si propone di ritornare a Babilonia e in seguito partire alla conquista di Africa, Spagna, Gallia, Germania e Italia. Gualtiero stesso lo esorta a contenere la sua brama di dominio e rimprovera la Fortuna di avere abbandonato il suo pupillo. Tutte le nazioni minacciate cercano di rabbonire il sovrano inviandogli doni di pace, e lui promette di usare clemenza verso chi si sottometterà. Arrivato il giorno fatale gli viene servito il vino avvelenato, e una volta bevuto cade a terra in fin di vita. Pur consapevole dell’avvicinarsi della morte, rassicura i suoi uomini e si dichiara pronto a governare la sommità dell’Olimpo, per poi nominare Perdicca suo degno successore. Alla fine dell’opera Gualtiero riflette sulla caducità delle cose mondane e sull’instabilità della sorte, per poi offrire il poema a Guglielmo dalle Bianche Mani, nella speranza di ottenere tramite la poesia l’immortalità per sé stesso e il suo patrono.

## Fonti dell'opera
La fonte principale dell'Alexandreis sono i dieci libri delle Historiae Alexandri Magni, una biografia in prosa di Alessandro Magno dello storico di età imperiale Curzio Rufo. Oltre a riprendere la trama e il tono delle notazioni morali, il poema per gran parte della sua estensione converte in versi il contenuto stesso dell’opera storiografica; tuttavia Gualtiero operò anche un’accurata selezione del materiale a disposizione, dando ad esempio uno spazio molto più esiguo alla descrizione delle battaglie.
A causa di alcune lacune presenti nell’opera di Rufo, per alcuni segmenti narrativi, come ad esempio quello della morte di re Dario III, Gualtiero dovette integrare la sua fonte con l’epitome di Giustino delle Historiae Philippicae di Pompeo Trogo e con alcuni passi dell'Historiae adversus paganos di Orosio.
Altra risorsa utilizzata per la composizione dell'Alexandreis è l’epitome delle Res gestae Alexandri Macedonis di Giulio Valerio, da cui è tratto ad esempio il lamento di Alessandro sull’infelice condizione della Grecia assoggettata dal re persiano.
Il lungo discorso di Aristotele sul buon governo presente nel libro I è modellato sullo pseudo-aristotelico Secretum Secretorum, testo del VIII secolo di origine siriaca tradotto in latino nel XII secolo, e in seguito nei principali volgari europei.
Per la descrizione dell’Asia Gualtiero si servì le informazioni contenute nelle Etymologiae sive Origines di Isidoro di Siviglia.
I dettagli dell’episodio dell’apparizione in sogno ad Alessandro sono invece ricavati da una versione latina delle Antiquitates Iudaicae di Giuseppe Flavio.
Per quanto riguarda il lamento della Natura presente nell’ultimo libro dell’opera Gualtiero si ispirò senza dubbio al Liber de planctu Naturae del suo contemporaneo Alano di Lille.
In ultimo, sono disseminate lungo tutto il poema allusioni alla Bibbia, come ad esempio in occasione delle descrizione della tombe di re Dario e della regina Statira, decorate con episodi tratti dall’Antico Testamento.

## Fortuna dell'opera
L'Alexandreis ebbe un successo straordinario per tutto il medioevo, come testimoniano i più di duecento manoscritti catalogati da Colker per la realizzazione della sua edizione del poema; la maggior parte di questi testimoni è databile al XIII secolo, ma ve ne sono un numero significativo anche del XIV e XV.
Questa enorme fortuna derivò in parte dalla grande popolarità di cui godette al tempo la figura di Alessandro Magno, ma soprattutto dal fatto che l'Alexandreis, grazie al suo stile classicheggiante modellato sulle opere di Virgilio e Lucano, entrò già nel XIII secolo nel canone dei libri scolastici, arrivando persino a soppiantare gli stessi poeti antichi; ciò è testimoniato anche dalla notizia presente nel De scriptoribus ecclesiasticis:
A causa della sua enorme diffusione il poema influenzò molti autori medievali, come l’abate Alberto di Stade, Guglielmo il Bretone, Arrigo da Settimello, Odo di Magdeburgo, Nicola di Braia; lo stesso Alano di Lille, sebbene nel suo poemetto Anticlaudianus definì Gualtiero di Châtillon un poeta di nessun conto, riutilizzò alcuni versi dell'Alexandreis.
Già nel XIII secolo si ebbero i primi volgarizzamenti dell’opera: in tedesco da parte di Jacob van Maerlant nel 1257, in norvegese per opera di Brandr Jònsson intorno al 1260, e in ceco tra il 1290 e il 1300.
Il testo venne inoltre stampato una prima volta nel 1487 a Rouen, e altre tre volte nel secolo successivo, rispettivamente a Strasburgo nel 1513, a Ingolstadt nel 1541 e a Lione nel 1558.
La fama dell'Alexandreis iniziò a venire meno in epoca umanistica; d'altronde già Petrarca fu molto critico nel giudizio del poema, percepito come massimo rappresentante di una poesia latina ancora al di qua di un’autentica rifondazione dell’antico.

## Edizioni e traduzioni
- A. Gugger, Alexandreis sive Gesta Alexandri Magni libri X, in J. P. Migne, Patrologiae Cursus Completus, Parigi, 1855.
- F. A. W. Müldener, Magistri Philippi Gualtheri Alexandreis ad fidem librorum mss. et impres., Lipsia, 1863.
- W. T. Jolly, The Alexandreid of Walter of Châtillon. A Translation and Commentary, Dissertation, Tulane University, 1968.
- M. L. Colker, Galteri de Castellione Alexandreis, Padova, Editrice Antenore, 1978.
- R. T. Pritchard, Walter of Châtillon: The Alexandreis, Toronto, Pontifical Institute of Mediaeval Studies, 1986.
- G. Streckenbach, Walter von Châtillon. Das Lied von Alexander dem Grossen, Heidelberg, Schneider, 1990.
- D. Townsend, The «Alexandreis» of Walter of Châtillon. A Twelfth-Century Epic Philadelphia, University of Pennsylvania Press, 1996.
- F. Pejenaute Rubio, Alejandreida, Madrid, Ediciones Akal, 1998.
- D. Townsend, The Alexandreis; A Twelfth-Century Epic. A Verse Translation by David Townsend, Peterborough, Broadview Editions, 2007.
- L. Bernardinello, Gualtiero di Châtillon, Alessandreide, Pisa, Pacini Editore, 2019.
- M. Lehmann, Alexandreis, Berlin, De Gruyter, 2023.